# Чакапулі

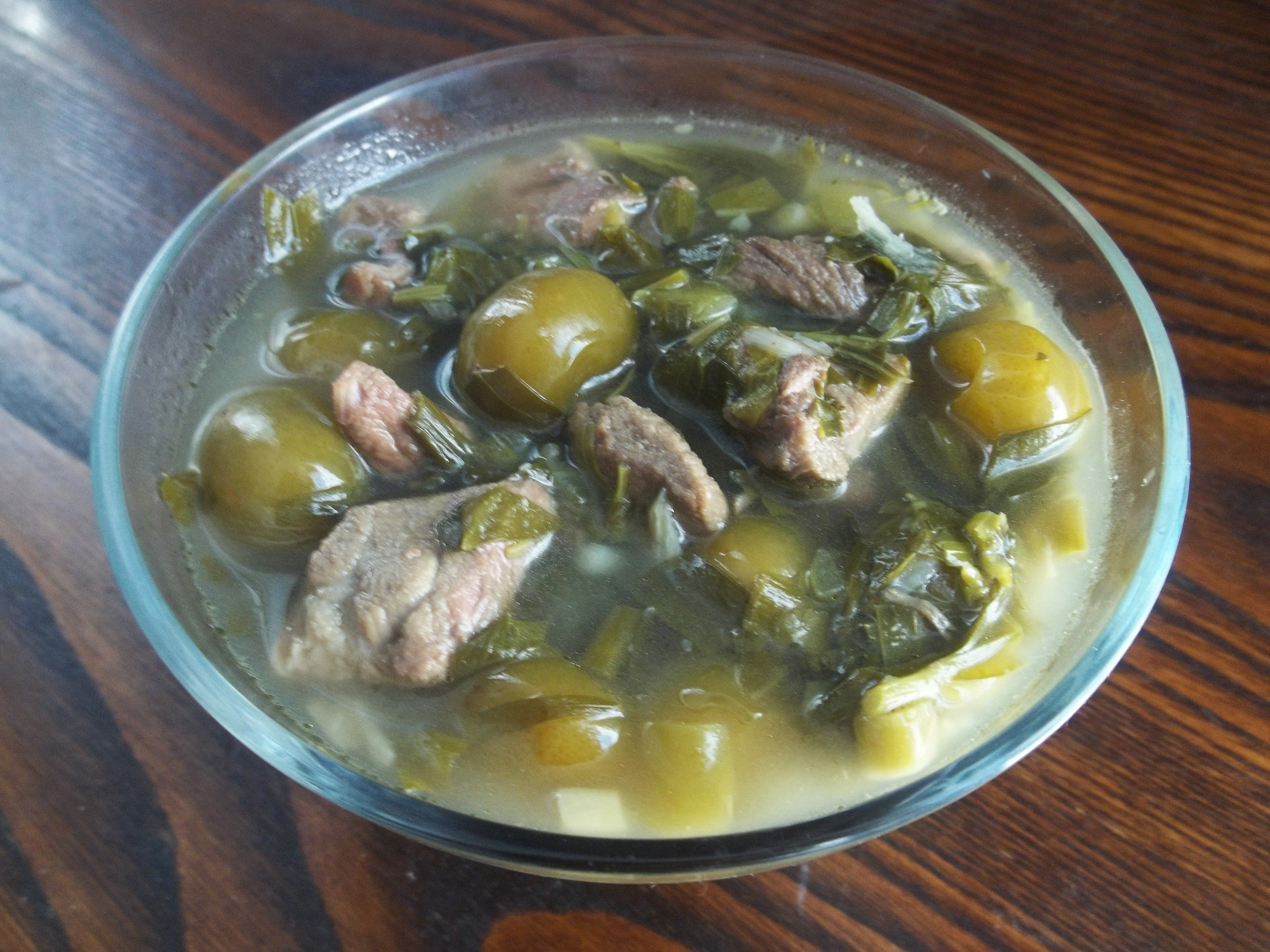
Чакапулі

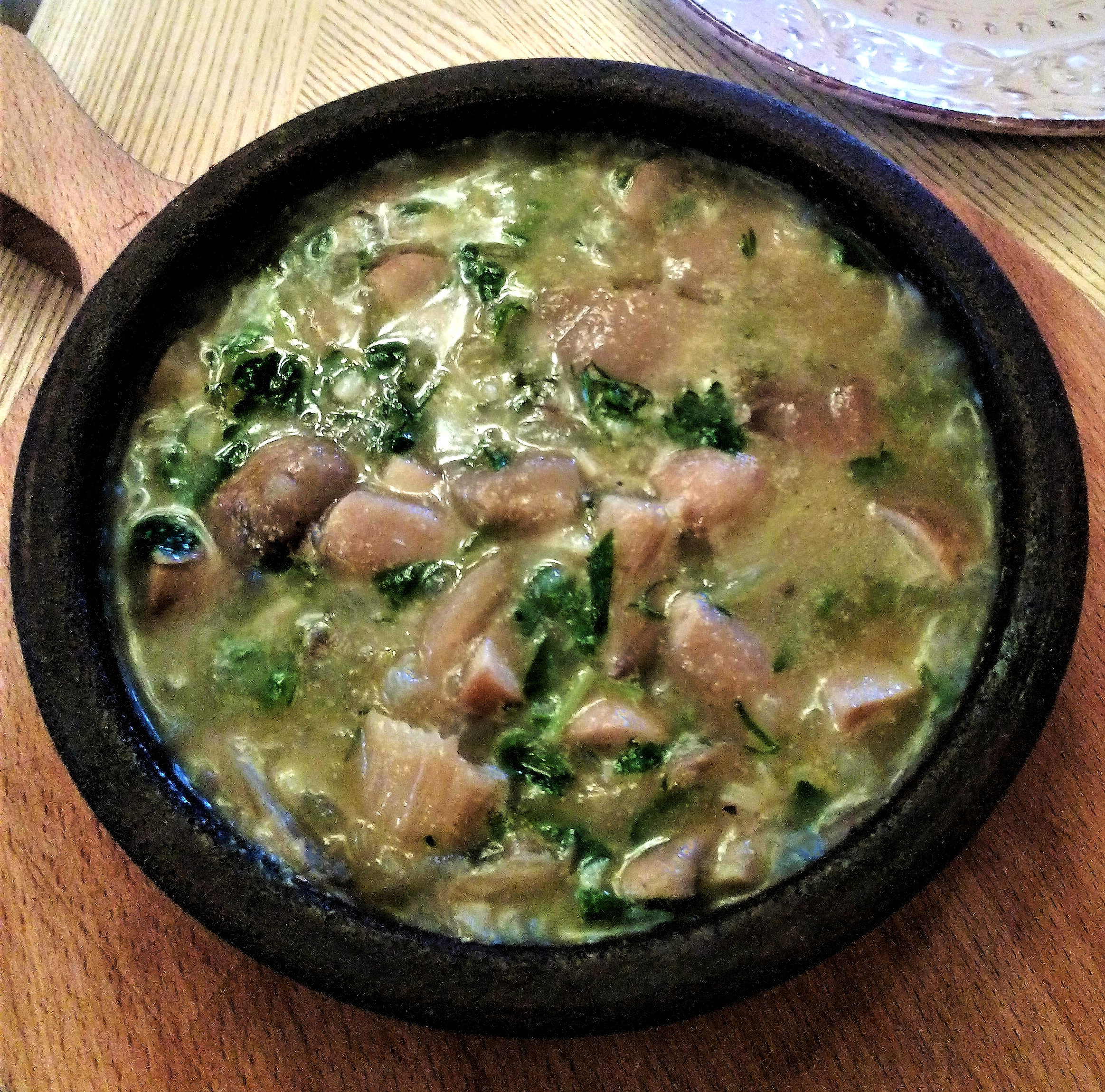
Вегетаріанський чакапулі із грибів у Чернігові. Ресторан-хінкальня "Буба", 2017

Чакапулі (груз. ჩაქაფული) — національна грузинська страва, що являє собою молоде м'ясо, тушковане із зеленню і спеціями (в перекладі означає «м'ясо в пінці»). Найчастіше використовують баранину (але також і телятину та ін.), а для святкового варіанту — ягнятину. Особливої пікантності страві додає свіжий естрагон (тархун), також часто використовують для приготування ткемалі. Ці компоненти надають м'ясу легку кислинку і ніжний аромат. Подають чакапулі як самостійну страву з вином, зеленню і хлібом, а їдять його тільки в гарячому вигляді.
У Грузії готують чакапулі переважно пізно навесні і на початку літа, оскільки в цей період для нього є найнеобхідніші продукти. Часто його готують на Великдень або інші церковні свята, а також на Гіоргоба (день святого Георгія Побідоносця), який відзначається на початку травня і є одним з найбільших релігійних свят у країні. У такі свята прийнято виїжджати на святі місця, розташовані далеко від міст, тому чакапулі найчастіше готують на багатті у великих казанах, така страва виходить особливо смачною.
Іноді до страви додають вино або воду, але за грузинським рецептом води не потрібно додавати, оскільки зелень і м'ясо виділяють багато соку.
Також готують вегетаріанський варіант — м'ясо заміняють грибами.